# San Teodoro (Sardinien)
San Teodoro ist eine italienische Gemeinde in der Provinz Nord-Est Sardegna auf der Insel Sardinien, etwa 20 km südlich von Olbia an der Ostküste gelegen. Die Stadt hat 5113 Einwohner (Stand 31. Dezember 2023) und eine Größe von etwa 105 km².
Die Stadt besteht aus den acht Ortsteilen Budditogliu, La Traversa, Lu Fraili, Lu Lioni, Monti Pitrosu, Sitagliacciu, Straulas und Suaredda. Die Nachbargemeinden sind Budoni, Loiri Porto San Paolo, Padru und Torpè (NU).

## Strände und Marschseen
San Teodoro ist vor allem für seine Strände bekannt. Die wichtigsten Badeziele sind Isuledda, Cala d’Ambra, La Cinta, Punta Aldia, Lu Impostu, Cala Brandinchi, Baia Salinedda, Cala Suaraccia, Cala Ginepro. Im Marschgebiet hinter den Dünen von La Cinta leben Flamingos, Greifvögel und Blässhühner.

## Bevölkerungsentwicklung
Die Grafik zeigt die Bevölkerungsentwicklung von San Teodoro von 1861 bis 2011.

## Wirtschaft
Die Wirtschaft von San Teodoro lebt hauptsächlich vom Tourismus. Landwirtschaft und Viehzucht haben untergeordnete Bedeutung.